# Wendel (Email- und Glasurenfabrik)

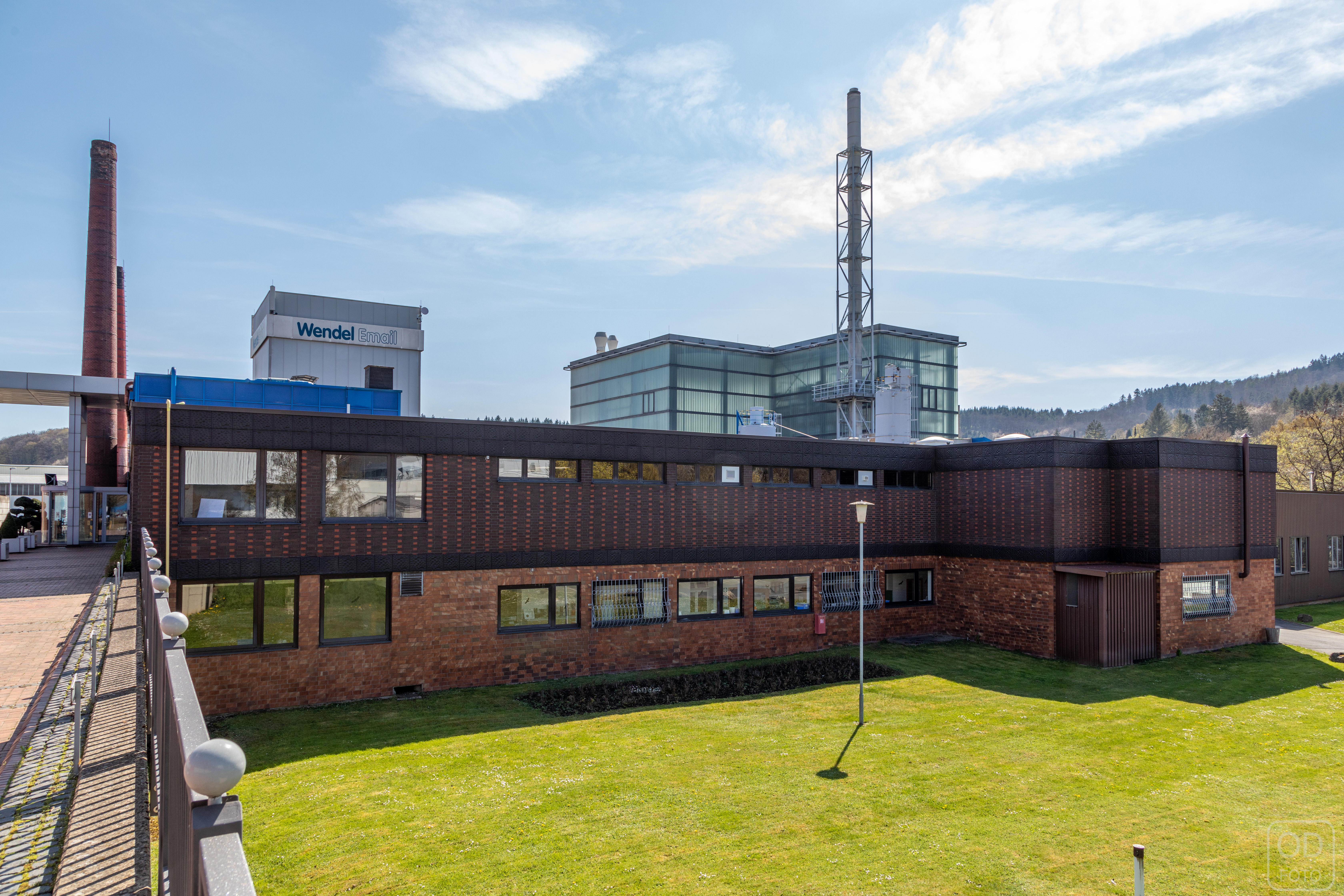
Hauptwerk Dillenburg

Die Wendel GmbH ist eine deutsche mittelständische Email- und Glasurenfabrik mit Sitz in Dillenburg, Mittelhessen. Neben Emails und Glasuren stellt das Familienunternehmen auch  Keramikfritten und Engoben her und handelt mit ähnlichen und verwandten Produkten.

## Geschichte und Profil
Das Unternehmen wurde 1932 von Karl H. Wendel am Güterbahnhof Dillenburg gegründet. Karl H. Wendel war Emailliermeister im Emaillierwerk Adolfshütte in Dillenburg-Niederscheld. Im Nebenberuf war er Heilpraktiker und wollte das Email gesundheitsverträglicher machen. Dafür entwickelte er das erste bleifreie Email.
Das Unternehmen betreibt fortlaufend Forschung und Entwicklung. So hat es beispielsweise einen Rotationsofen mit Walzenkühlung entwickelt und patentiert, der die Qualität des Emails wesentlich verbessert. Dafür wurde es 2001 mit dem Innovationspreis des Lahn-Dill-Kreises ausgezeichnet. 2002 wurde dem Unternehmen der Große Preis des Mittelstandes verliehen.
Die Wendel GmbH, in vierter Generation von Klaus-Achim Wendel geführt, besitzt Tochtergesellschaften in Frankreich, Italien und Spanien. 2015 erwirtschaftete sie mit 122 Angestellten ein Rohergebnis von 12,3 Millionen Euro.
Basierend auf eigenen Angaben wird das Unternehmen als Weltmarktführer im Bereich Gusspuderemails angesehen. Im Bereich der Email-Herstellung in Europa habe es Platz 3 und in Deutschland Platz 1 inne. Bei den Dachziegel-Glasuren habe es in Deutschland einen Marktanteil von 20 Prozent. Zu den Kunden zählen u. a. Bosch Thermotechnik, Miele und Villeroy & Boch (Stand: November 2016).